# تیری ویلا
تیری ویلا (انگلیسی: Thierry Villa؛ زادهٔ ۷ سپتامبر ۱۹۶۴) بازیکن فوتبال اهل فرانسه است.